# 미카엘 닐손
미카엘 "미케" 닐손(스웨덴어: Mikael "Micke" Nilsson ˈmîːkaɛl ˈnɪ̌lːsɔn[*], 1978년 6월 24일, 스코네 주 오베스홀름 ~)은 스웨덴의 전직 프로 축구 선수로, 현역 시절 미드필더나 수비수로 활약했다. 그는 할름스타드, 파나티나이코스, 그리고 브뢴뷔에서 활약한 것으로 잘 알려져 있다. 2002년부터 2009년까지 성인 국가대표팀 일원이기도 했던 닐손은 스웨덴 국가대표팀 경기에 64번 출전하기도 했고, 유로 2004, 2006년 월드컵, 그리고 유로 2008에 참가했다.

## 클럽 경력
닐손은 오베스홀름스에서 현역 생활을 시작해 1998년까지 활약하다가 오후스 호르나로 이적했다. 그는 이 곳에서 1년만 활약하고 2000년에 할름스타드에 입단했다. 그는 1년차를 대부분 후보 선수로 보냈지만, 이후로 주전으로 도약하여 2004년까지 활약했고, 이 시기에 잉글랜드의 사우샘프턴으로 건너갔다.
사우샘프턴에서, 그는 주전 선수로 도약하지 못했고, 2005년에 그리스의 파나티나이코스로 이적했다.
2008년 3월 4일, 그는 스웨덴 무대로 복귀해 할름스타드에서 뛸 의사를 밝혔지만, 더 큰 도시에 거주하고 싶어 말뫼에서 살 것이라고 덧붙였다.
2009년 4월 8일, 닐손은 브뢴뷔로 이적한 것으로 발표되었다. 그는 3년 계약을 맺고 2009년 7월 1일자로 구단에 정식 합류했다.
닐손의 브뢴뷔와의 계약은 2012년 6월 30일에 만료되었고, 닐손은 구단에서 우측 수비수, 미드필더, 간혹 우측 미드필더를 맡다가 구단과 결별했다. 닐손는 브뢴뷔에서의 막판 6개월 동안 구단의 향후 활용 계획에 포함되지 않아 그리 많은 출전 기회를 잡지 못했다.
2012년 8월, 그는 쾨벤하운 연고의 브뢴뷔 시절 수석 코치이기도 했던 페르 한센 감독이 새로이 취임한 프레마드 아마게르로 이적하기로 합의를 보았다. 그러나, 얼마 지나지 않아, 닐손은 2012년 8월 8일에 축구화를 벗기로 선언했다.

## 국가대표팀 경력
그는 2002년 11월 20일부터 스웨덴 국가대표팀 경기에 출전했는데, 첫 경기는 체코와의 경기로, 그는 이 경기에서 2골을 기록해 3-3 무승부에 일조했다. 그는 유로 2004, 2006년 월드컵, 그리고 유로 2008에 수비수로서 스웨덴 선수 최종 명단에 이름을 올렸다.
그는 처음에 미드필더로 활약했지만, 국가대표팀에 수준급 수비수가 부족해지면서, 닐손은 보다 후방의 의무를 받았고, 이후 그는 국가대표팀 주전 수비수로 활약했다.
2010년 월드컵 예선전에서 스웨덴은 3-5-2 대형으로 변경해 닐손을 다시 중원에 배치했다. 2009년 6월 6일, 스웨덴은 덴마크를 상대로 솔나의 로순다에서 경기를 치렀다. 닐손은 형편 없는 활약을 펼치며 스웨덴의 0-1 패배와 주요 월드컵 참가가 좌절되는 굴욕을 맛보았다. 우측에서 배급한 공을 닐손이 따라가 스웨덴 문전 구역에서 걷어내려 했다. 그는 공을 잡았을 때 긴장하지 않았지만, 공에 왼발을 갖다대 득점선 판독기를 발동시켰고, 덴마크 미드필더 토마스 칼렌베르는 손쉽게 득점에 성공했다.
닐손은 2010년 월드컵 본선행이 좌절된 후 브뢴비와 스웨덴 국가대표팀에서 활약을 병행하기 어렵다고 판단하고 국가대표팀 은퇴를 선언했다.

## 경력 통계

### 국가대표팀
국가대표팀 및 연도별 출장 및 득점 기록
| 국가대표팀 | 연도 | 출장 | 골 |
| ---------- | ---- | ---- | -- |
| 스웨덴     |      |      |    |
| 2002       | 1    | 2    |    |
| 2003       | 10   | 1    |    |
| 2004       | 13   | 0    |    |
| 2005       | 1    | 0    |    |
| 2006       | 8    | 0    |    |
| 2007       | 10   | 0    |    |
| 2008       | 12   | 0    |    |
| 2009       | 9    | 0    |    |
| 합계       | 합계 | 64   | 3  |

### 국가대표팀 득점 기록
출처:
| #  | 날짜             | 장소                          | 상대   | 점수 | 결과 | 대회           |
| -- | ---------------- | ----------------------------- | ------ | ---- | ---- | -------------- |
| 1. | 2002년 11월 20일 | 체코 테플리체 나 스티나들레흐 | 체코   | 1–1  | 3–3  | 친선경기       |
| 2. | 2002년 11월 20일 | 체코 테플리체 나 스티나들레흐 | 체코   | 2–1  | 3–3  | 친선경기       |
| 3. | 2003년 9월 10일  | 폴란드 호주프 실롱스키 경기장 | 폴란드 | 1–0  | 2–0  | 유로 2004 예선 |

## 수상
할름스타드
- 알스벤스칸: 2000